# Wild Flag
Wild Flag est un groupe féminin de rock indépendant américain, originaire de Portland, dans l'Oregon, et de Washington. La formation est composée de quatre musiciennes de la scène post-punk, Carrie Brownstein et Janet Weiss, membres de Sleater-Kinney, Rebecca Cole de The Minders et Mary Timony du groupe Hélium.

## Biographie
Carrie Brownstein et Mary Timony collaborent ensemble à la fin des années 1990 sur le projet de groupe The Spells. Elles enregistrent l'EP The Age of Backwards chez K Records en 1999 et se produisent pour un concert unique à Olympia dans l'État de Washington.
Dans le courant de l'été 2000, les musiciennes enregistrent quatre morceaux supplémentaires en vue d'un premier album, mais le projet n'aboutit pas. Restées inédites, ces chansons sont publiées en 2008 par Carrie Brownstein sur le blog Monitor Mix de la National Public Radio. Le duo s’agrandit avec l'arrivée de Janet Weiss et Rebecca Cole.
En septembre 2010, Carrie Brownstein annonce la formation de Wild Flag sur le blog All Songs Considered de la National Public Radio, pour lequel elle est contributrice. Une page Facebook est créée en complément de cette nouvelle avec d'énigmatiques mentions « Qu'obtenez-vous lorsque vous croisez un hamburger avec un hot-dog ? La réponse est : Wild Flag ». Le groupe donne son premier concert à Olympia devant une foule de 200 personnes.
Le premier EP de Wild Flag comprenant les titres Future Crimes et Glass Tambourine est édité lors du Record Store Day en 2011. Un second extrait Romance est diffusé le 18 juin 2011. L'album éponyme Wild Flag sort le 13 septembre 2011 sur le label Merge Records.
Les musiciennes entament une tournée sur la côte Est des États-Unis et réalisent l'ouverture des deux dates du groupe Bright Eyes à New York en mars 2011. En décembre, elles sont choisies par Les Savy Fav pour se produire au festival ATP Nightmare Before Christmas dans le Minehead. Wild Flag se sépare en 2014 car selon Carrie Brownstein « même si nous nous sommes bien amusées, toute la logistique a fini par ne plus vraiment en valoir tout à fait la peine ».

## Projets parallèles
En 1996, Janet Weiss intègre la formation punk rock de Corin Tucker et Carrie Brownstein devenant ainsi la quatrième joueuse de batterie dans l’histoire de Sleater-Kinney. Après une séparation en 2006, le groupe édite un nouvel album No Cities to Love le 20 janvier 2015, puis leur premier album live Sleater-Kinney: Live in Paris chez Sub Pop Records en 2017.
Rebecca Cole et Janet Weiss ont joué ensemble dans The Shadow Mortons, un groupe de reprises des standards garage rock des années 1960. En 2009, Carrie Brownstein et Janet Weiss participent à la bande originale du film documentaire !Women Art Revolution de la réalisatrice et artiste américaine Lynn Hershman-Leeson.
Carrie Brownstein est l'une des créatrices de la série télévisée américaine Portlandia, aux côtés de Jonathan Krisel et Fred Armisen, diffusée depuis le 21 janvier 2011 sur IFC. Janet Weiss fait également partie de l'équipe de production.
En janvier 2017, sous l'impulsion de Sam Coomes et Janet Weiss du groupe Quasi, les musiciennes se retrouvent sur la compilation Battle Hymns. Qualifié d'album de la protestation, la compilation se définit comme une réponse à l'évolution de la situation politique des États-Unis à la suite de l'investiture de Donald Trump. Le projet réunit également Doug Martsch, Mac McCaughan, Ash Bowie, Stephen Malkmus, Scott McCaughey, Cristina Martinez, Jon Spencer, Mickey Finn, Drew Grow, Carl Newman, Corin Tucker, Peter Buck ou encore Bill Rieflin.

## Discographie
- 2011 : Wild Flag (Merge Records)